# 420779 Swidwin
420779 Swidwin este o planetă minoră (asteroid) din centura de asteroizi. A fost descoperită pe 11 aprilie 2013 la Observatorio del Teide⁠(d) de Observatorio del Teide⁠(d). 
Obiectul prezintă o orbită caracterizată de o semiaxă mare de 2,6081454375564 UAi, o excentricitate de 0,2, o înclinație de 16,9 ° în raport cu ecliptica.